# Czesław Kwieciński
Czesław Kwieciński (20 gennaio 1943) è un ex lottatore polacco, specializzato nella lotta greco-romana.

## Palmarès

### Olimpiadi
- 2 medaglie:
  - 2 bronzi (Monaco di Baviera 1972 nei pesi medio-massimi; Montréal 1976 nei pesi medio-massimi)